# Rhabdopterus
Rhabdopterus es un género de escarabajos  de la familia Chrysomelidae. En 1885 Lefevre describió el género. Contiene las siguientes especies:
- Rhabdopterus bricenoi Bechyne, 1997
- Rhabdopterus montalbanus Bechyne, 1997
- Rhabdopterus victorianus Bechyne, 1997